# Uccelli estinti in tempi storici
Quello che segue è un elenco incompleto di specie di uccelli estinti in tempi storici divisi per ordini e famiglie. Sono indicati nome scientifico, nome comune e data approssimativa di estinzione; i nomi contrassegnati da un punto interrogativo dopo la data appartengono a specie sulla scomparsa delle quali non si è ancora del tutto certi. Per un elenco delle sottospecie estinte si rimanda alla pagina Sottospecie estinte di uccelli. Per gli uccelli preistorici estinti, si consulti la voce Uccelli fossili.
Le aree più drammaticamente colpite dalle estinzioni sono state quelle insulari (isole del Pacifico, soprattutto Hawaii e Polinesia, Sant'Elena, Caraibi), dove, data l'assenza di predatori naturali, gli uccelli avevano potuto evolversi crescendo in dimensioni, perdendo spesso l'attitudine al volo, rallentando i ritmi riproduttivi e perdendo la diffidenza istintiva nei confronti del mondo esterno. Queste condizioni li hanno reso particolarmente vulnerabili quando sono venuti in contatto con l'uomo e con gli animali da lui introdotti.

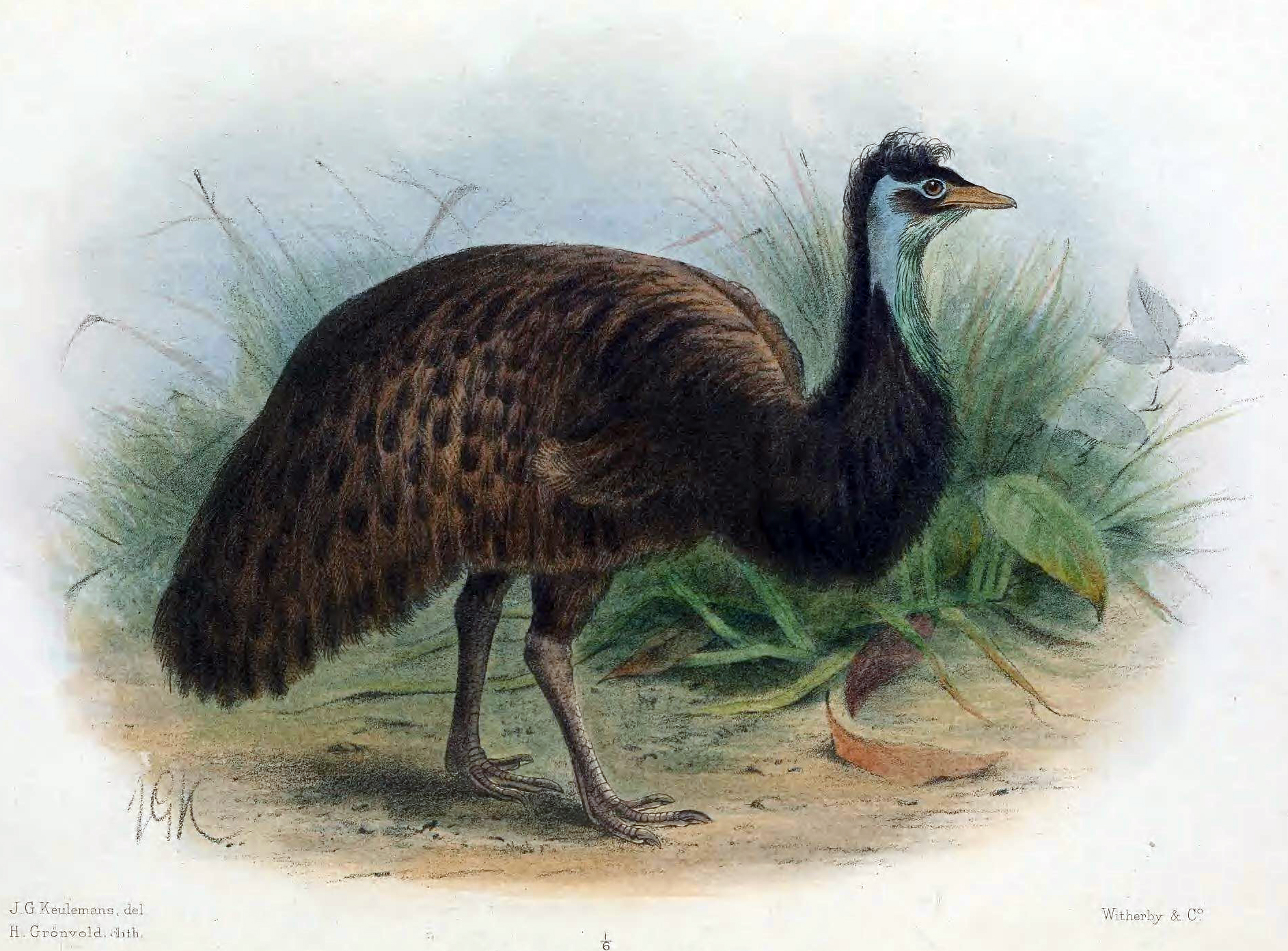
Emù di King Island
(Dromaius baudinianus)

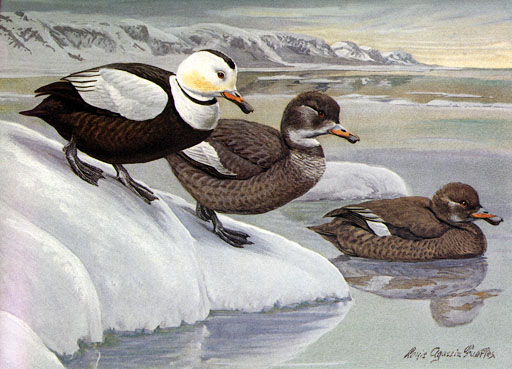
Anatra del Labrador
(Camptorhynchus labradorius)

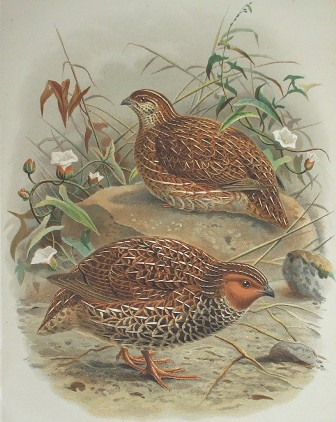
Quaglia della Nuova Zelanda
(Coturnix novaezelandiae)

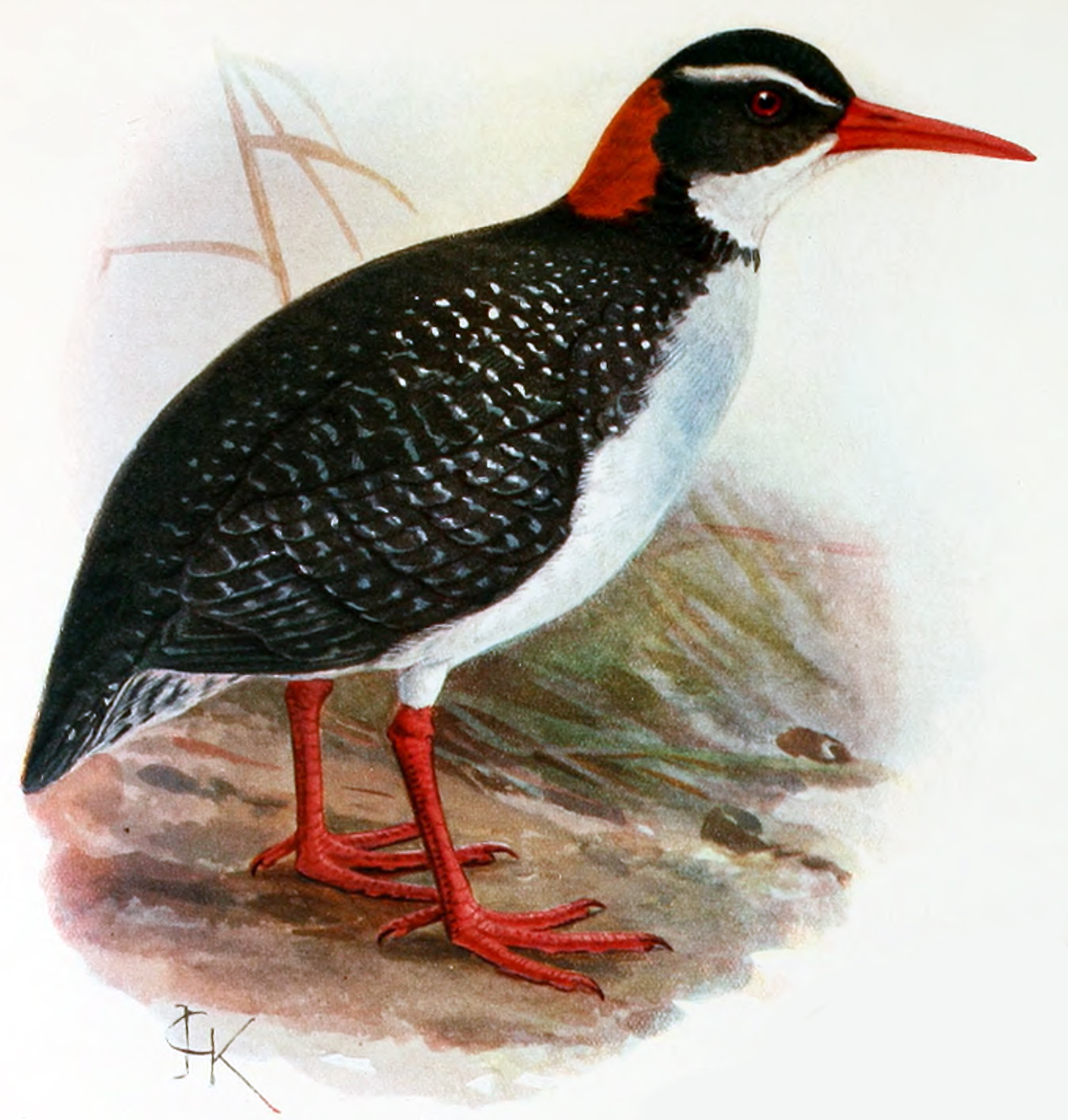
Rallo di Tahiti
(Gallirallus pacificus)

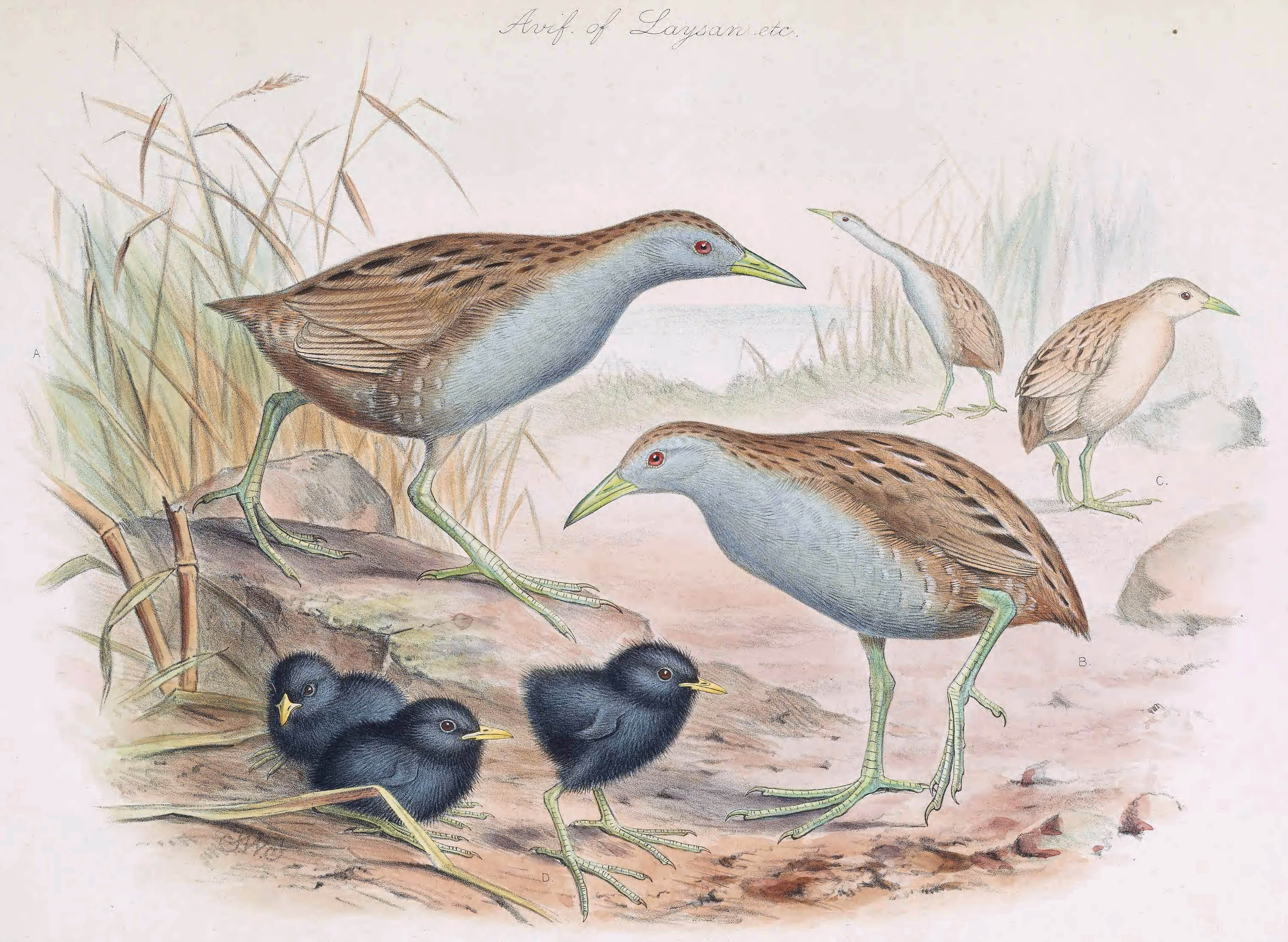
Rallo di Laysan
(Porzana palmeri)

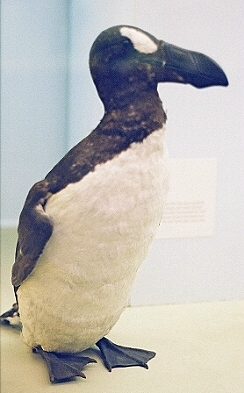
Alca impenne
(Pinguinus impennis)

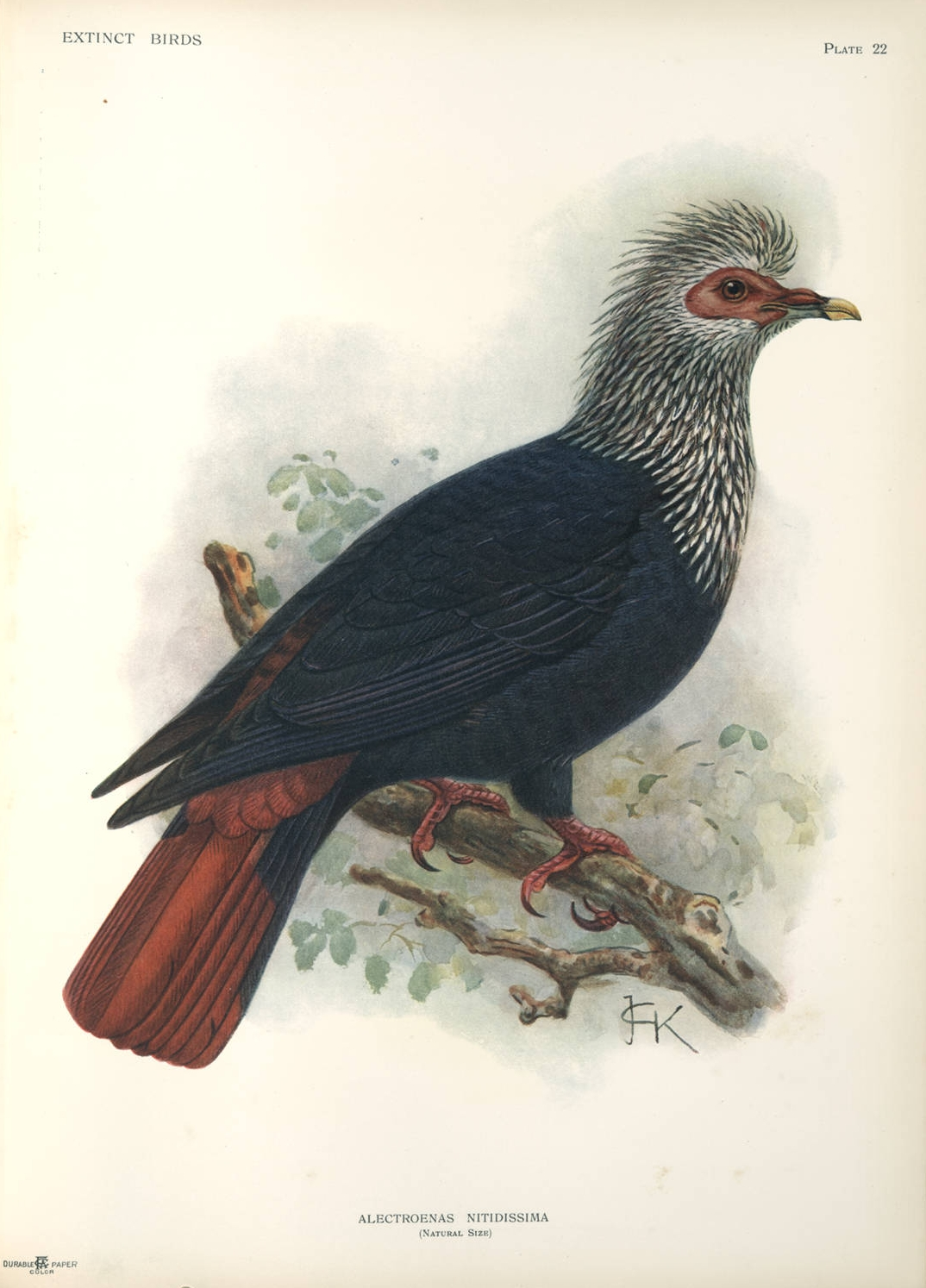
Piccione blu di Mauritius
(Alectroenas nitidissima)

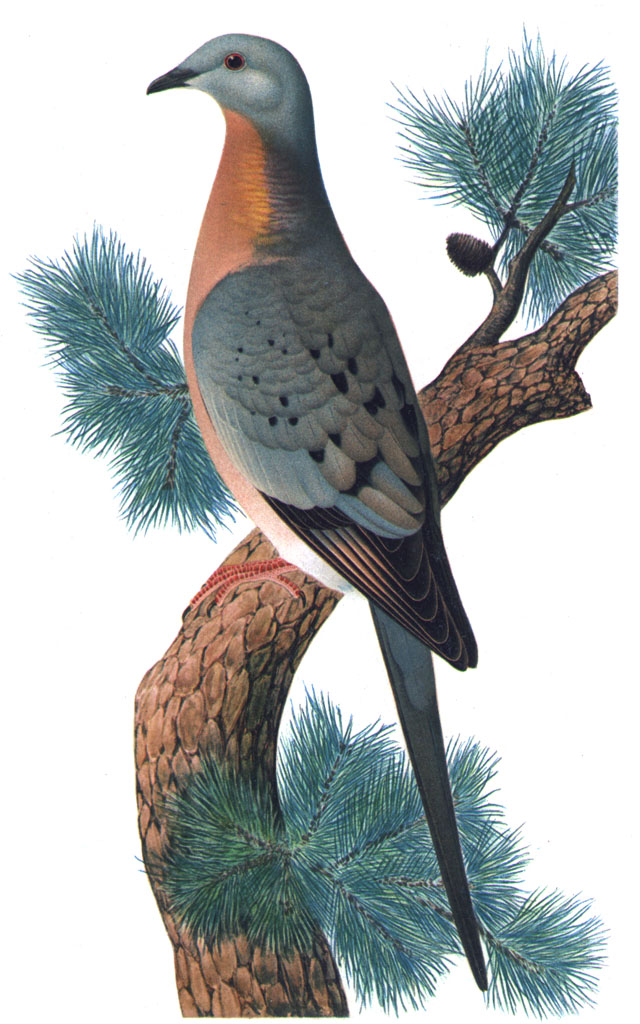
Piccione migratore
(Ectopistes migratorius)

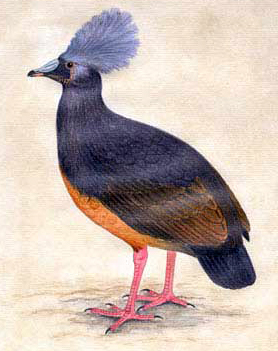
Piccione di Choiseul
(Microgoura meeki)

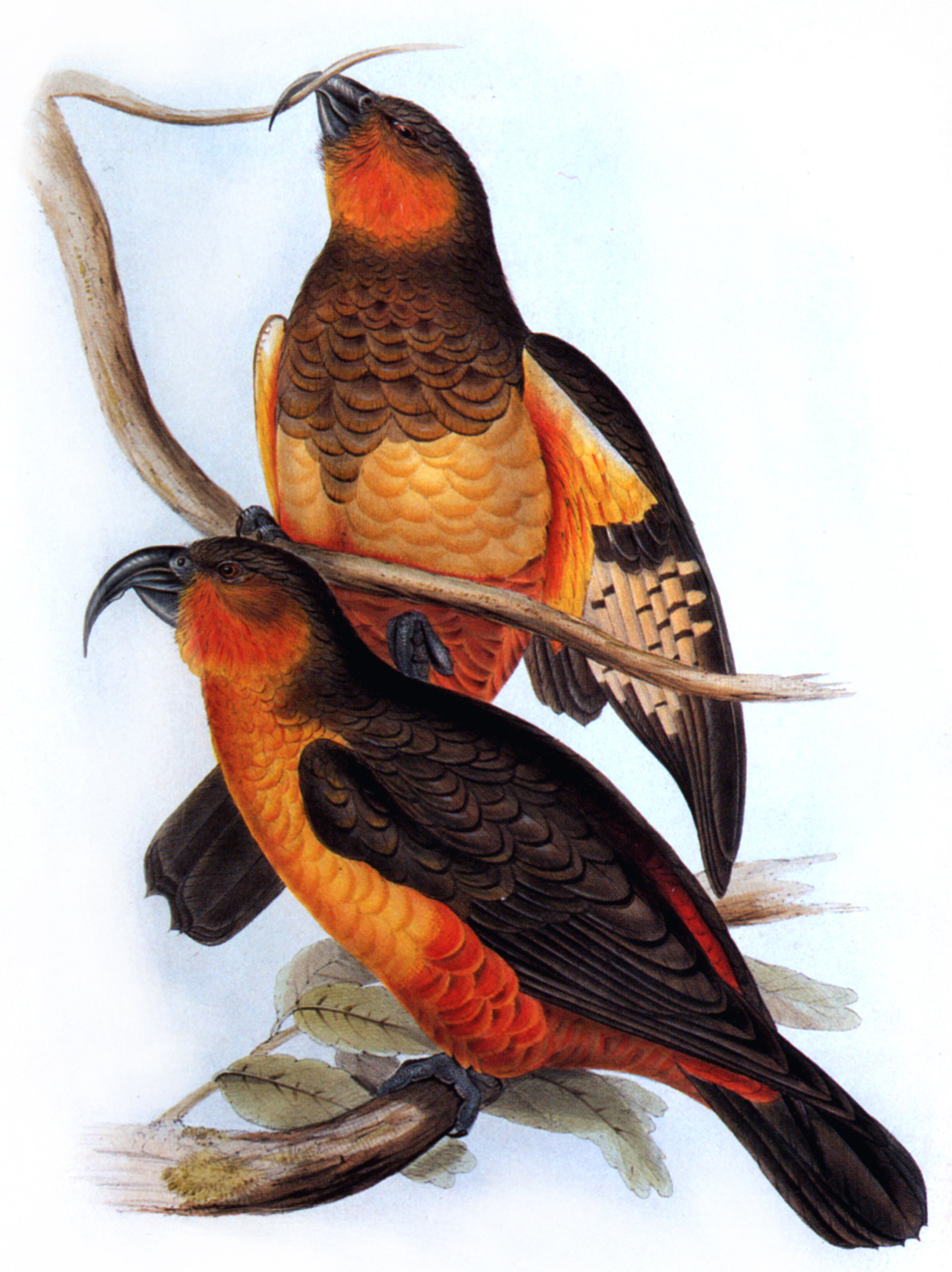
Kaka di Norfolk
(Nestor productus)

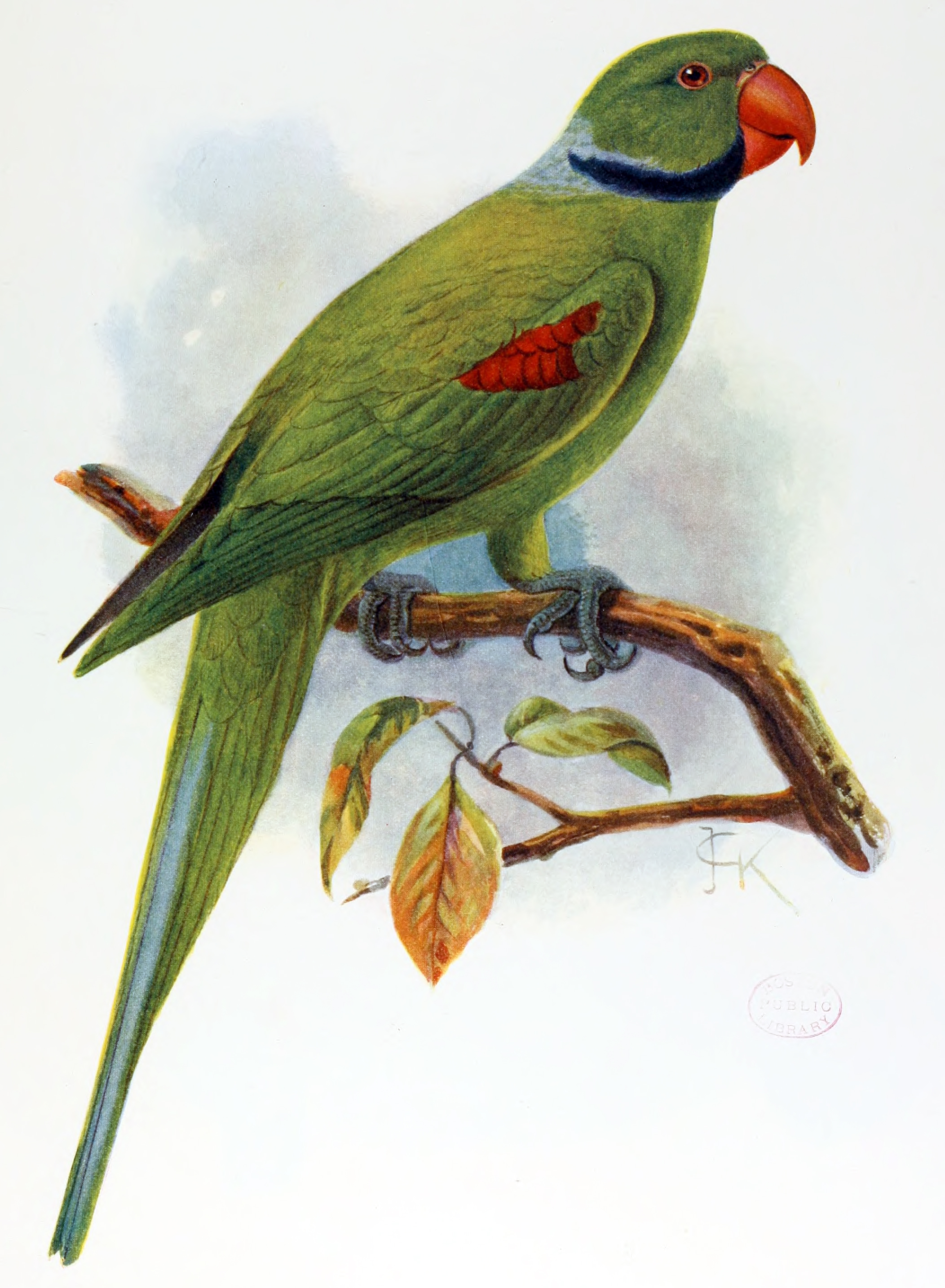
Parrocchetto delle Seychelles
(Psittacula wardi)

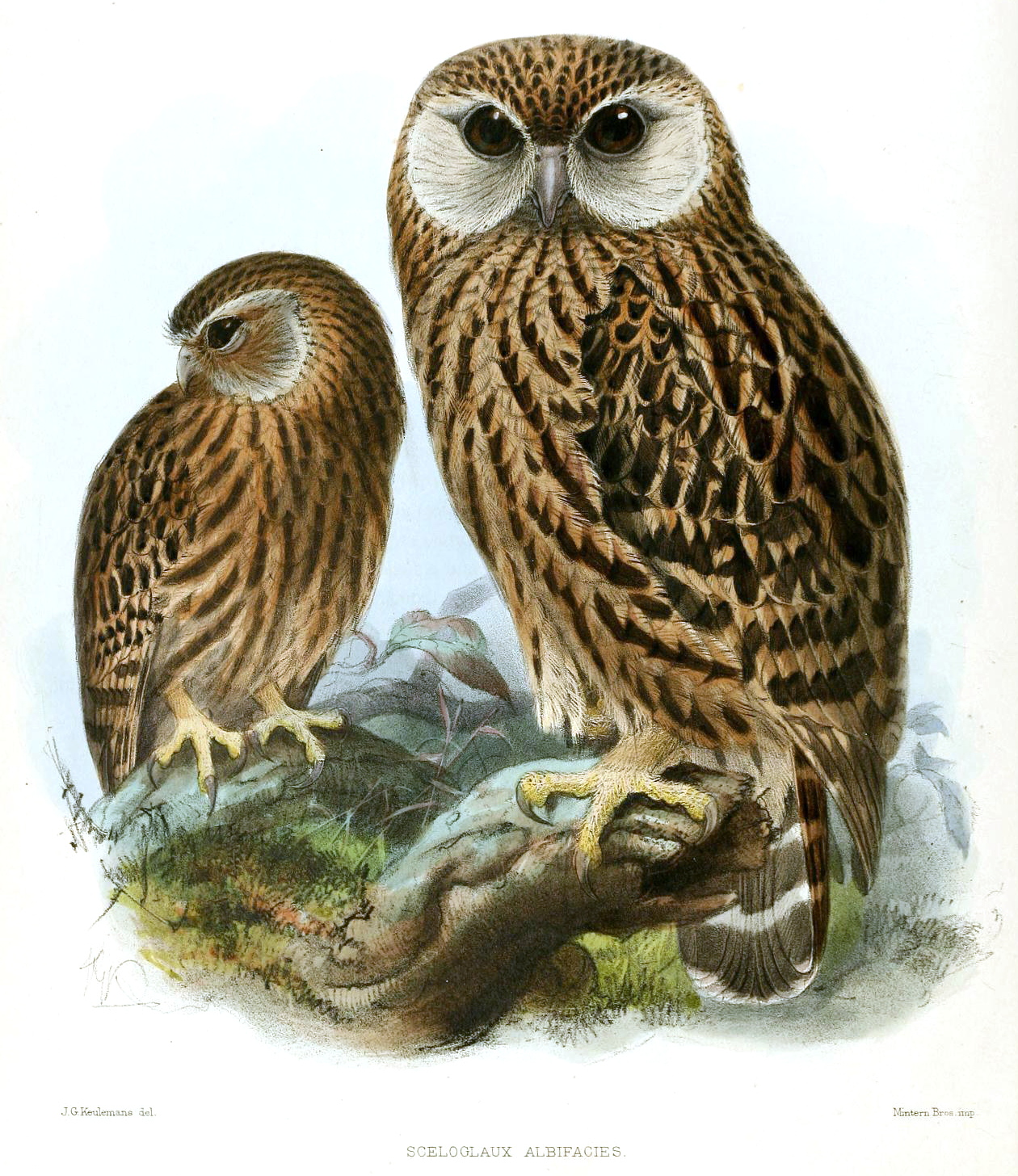
Gufastore sghignazzante
(Sceloglaux albifacies)

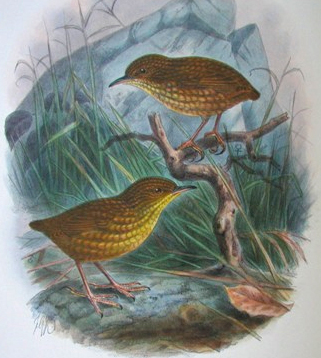
Scricciolo di Stephens Island
(Traversia lyalli)

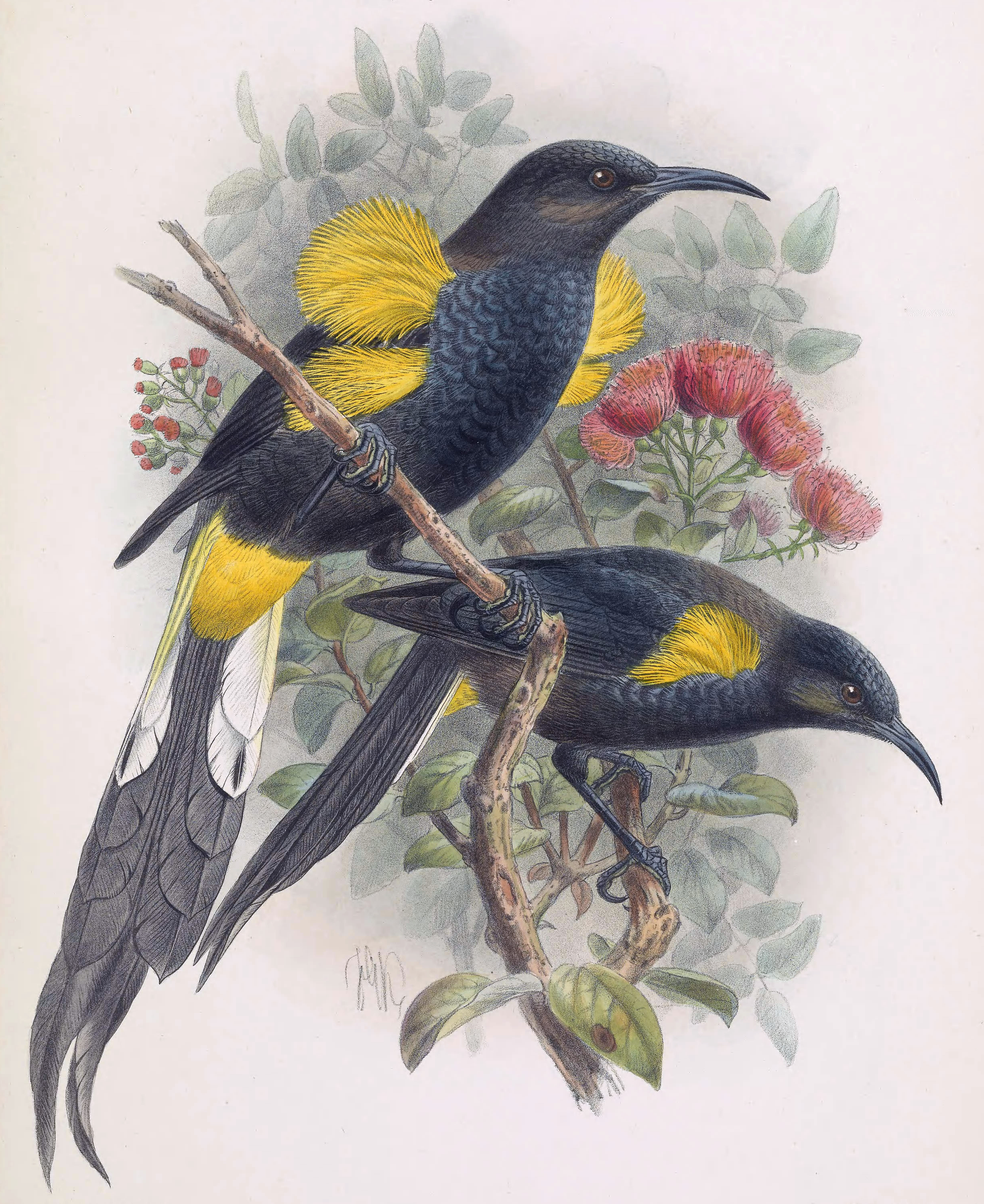
Oo di Hawaii
(Moho nobilis)

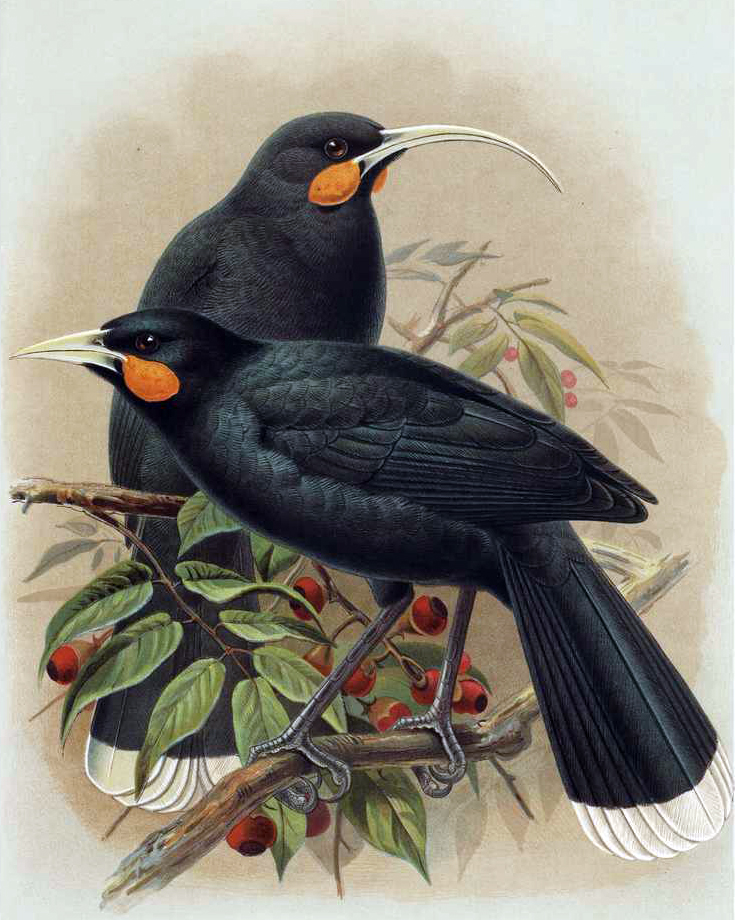
Huia
(Heteralocha acutirostris)

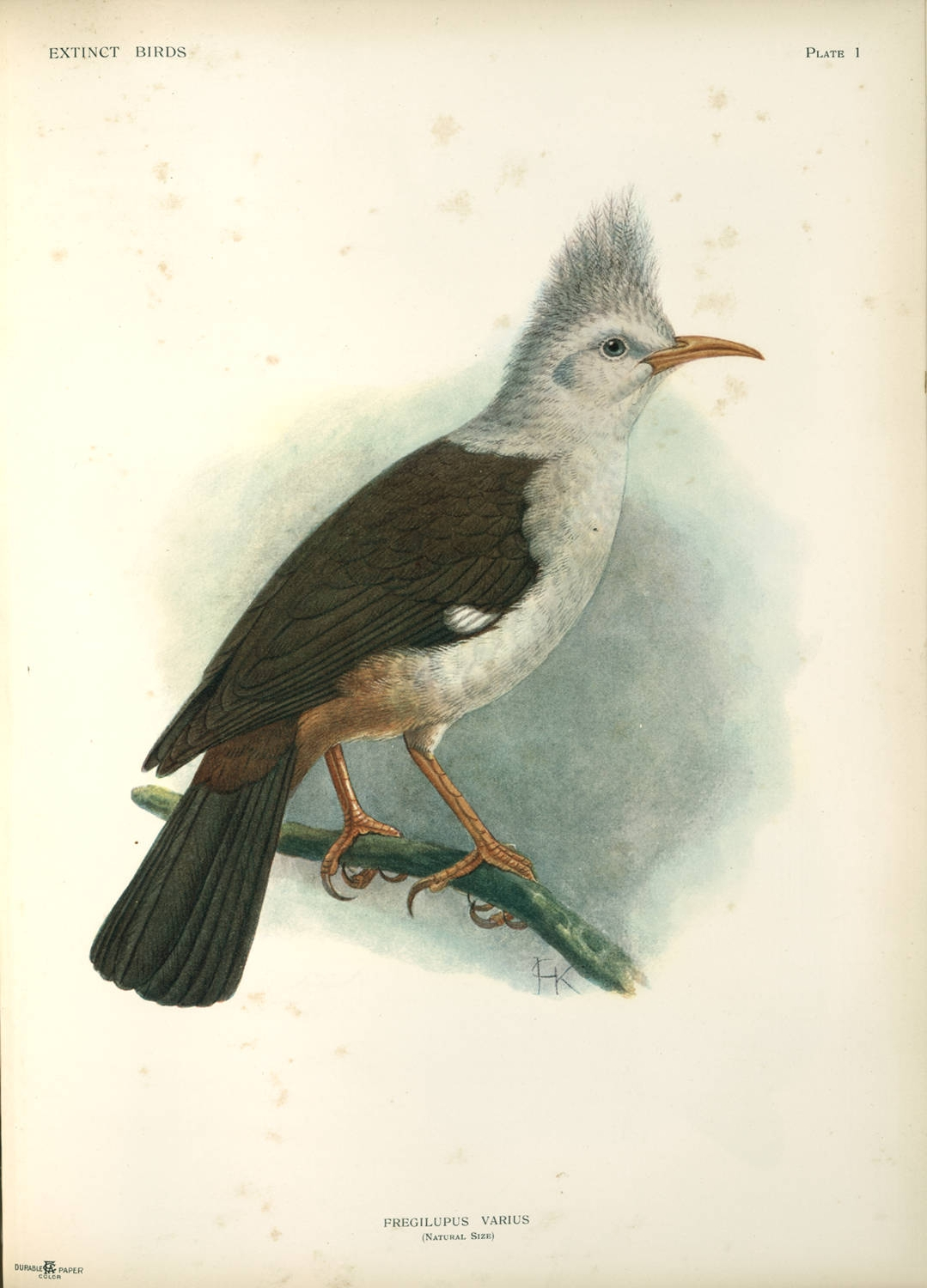
Storno di Réunion
(Fregilupus varius)

## Struthioniformes
- Aepyornithidae
  - Aepyornis - uccelli elefante (XVII secolo)

- Dinornithidae
  - Megalapteryx didinus - moa degli altopiani (1500 ca.)

- Dromaiidae
  - Dromaius ater - emù di King Island (1822 ca.)
  - Dromaius novaehollandiae baudinianus - emù di Kangaroo Island (1827 ca.)
  - Dromaius novaehollandiae diemenensis - emù della Tasmania (1850 ca.)

## Anseriformes
- Anatidae
  - Alopochen kervazoi - casarca di Réunion (fine del XVII secolo)[1]
  - Alopochen mauritiana - casarca di Mauritius (fine del XVII secolo)[2]
  - Anas marecula - fischione dell'isola di Amsterdam (fine del XVIII secolo)[3]
  - Anas theodori - anatra di Mauritius (fine del XVII secolo)[4]
  - Camptorhynchus labradorius - anatra del Labrador (1878 ca.)[5]
  - Mergus australis - smergo delle Auckland (1910 ca.)[6]

## Galliformes
- Phasianidae
  - Argusianus bipunctatus - argo doppiabanda (1871 ca.)
  - Coturnix novaezelandiae - quaglia della Nuova Zelanda (1868 ca.)

## Podicipediformes
- Podicipedidae
  - Podiceps andinus - svasso della Colombia (1977 ca.)
  - Podilymbus gigas - svasso dell'Atitlan (1989 ca.)
  - Tachybaptus rufolavatus - tuffetto dell'Alaotra (2010 ca.)

## Gruiformes
- Rallidae
  - Aphanapteryx bonasia - rallo rosso (1680 ca.)
  - Aphanapteryx leguati - rallo di Rodrigues (1700 ca.)
  - Atlantisia podarces - rallo di Sant'Elena (1510 ca.)
  - Cabalus modestus - rallo delle Chatham (1900 ca.)
  - Diaphorapteryx hawkinsi - rallo di Hawkins (1890 ca.)
  - Fulica newtoni - folaga delle Mascarene (1700 ca.)
  - Gallirallus dieffenbachii - rallo di Dieffenbach (1840 ca.)
  - Gallirallus pacificus - rallo di Tahiti (1900 ca.)
  - Gallirallus wakensis - rallo di Wake (1945 ca.)
  - Mundia elpenor - rallo attero di Ascension (1815 ca.)
  - Nesoclopeus poecilopterus - rallo alibarrate (1965 ca.)
  - Porphyrio albus - pollo sultano di Lord Howe (1830 ca.)
  - Porphyrio coerulescens - pollo sultano di Réunion (1730 ca.)
  - Porphyrio kukwiedei - pollo sultano della Nuova Caledonia (1860 ca.)
  - Porphyrio mantelli - takahe dell'Isola del Nord (1894 ca.)
  - Zapornia astrictocarpus - schiribilla di Sant'Elena (1502 ca.)
  - Zapornia monasa - schiribilla di Kosrae (1850 ca.)
  - Zapornia nigra - schiribilla di Miller (1784 ca.)
  - Zapornia palmeri - schiribilla di Laysan (1944 ca.)
  - Zapornia sandwichensis - schiribilla delle Hawaii (1884 ca.)

## Charadriiformes
- Haematopodidae
  - Haematopus meadewaldoi - beccaccia di mare delle Canarie (1940 ca.)
- Scolopacidae
  - Prosobonia ellisi - piro piro alibianche (1800 ca.)
  - Prosobonia leucoptera - piro piro di Tahiti (1800 ca.)
- Alcidae
  - Pinguinus impennis - alca impenne (1844 ca.)

## Procellariiformes
- Procellariidae
  - Bulweria bifax - petrello di Sant'Elena minore o berta di Olson (1502 ca.)
  - Pseudobulweria rupinarum - petrello di Sant'Elena maggiore (1502 ca.)

## Pelecaniformes
- Phalacrocoracidae
  - Phalacrocorax perspicillatus - cormorano di Pallas (1850 ca.)

## Columbiformes
- Columbidae
  - Alectroenas nitidissima - piccione blu di Mauritius (1826 ca.)
  - Alectroenas rodericana - piccione grigio di Rodrigues (1750 ca.)
  - Caloenas maculata - piccione di Liverpool (1823 ca.)
  - Columba duboisi - piccione di Réunion (1700 ca.)
  - Columba jouyi - piccione delle Ryukyu (1930 ca.)
  - Columba versicolor - piccione delle Bonin (1900 ca.)
  - Dysmoropelia dekarchiskos - tortora di Sant'Elena (1502 ca.)
  - Ectopistes migratorius - piccione migratore (1914 ca.)
  - Gallicolumba ferruginea - tortorina di Tanna (1800 ca.)
  - Gallicolumba norfolciensis - tortorina di Norfolk (1801 ca.)
  - Gallicolumba salamonis - tortorina beccogrosso (1850 ca.)
  - Microgoura meeki - piccione di Choiseul (1910 ca.)
  - Ptilinopus mercierii - tortora beccafrutta baffirossi (1922 ca.)
  - Pezophaps solitaria - solitario di Rodrigues (1780 ca.)
  - Raphus cucullatus - dodo (1680 ca.)

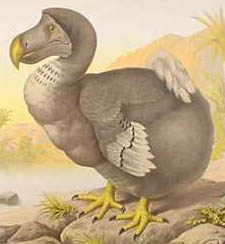
Dodo

## Ciconiiformes
- Ardeidae
  - Ixobrychus novaezelandiae - tarabusino della Nuova Zelanda (1890 ca.)
  - Nycticorax duboisi - nitticora di Réunion (1700 ca.)
  - Nycticorax mauritianus - nitticora di Mauritius (1690 ca.)
  - Nycticorax megacephalus - nitticora di Rodrigues (1850 ca.)
- Threskiornithidae
  - Threskiornis solitarius - ibis sacro di Réunion (1710 ca.)

## Falconiformes
- Falconidae
  - Caracara lutosa - caracara di Guadalupe (1900 ca.)
  - Falco duboisi - gheppio di Réunion (1700 ca.)
- Accipitridae
  - Harpagornis moorei - aquila di Haast (1400 ca.)
  - Circus eylesi - falco di palude di Eyles (1400 ca. - secondo altre fonti, 1870 ca.)

## Psittaciformes
- Psittacidae
  - Amazona martinicana - amazzone di Martinica (1750 ca.)
  - Amazona violacea - amazzone di Guadalupa (1750 ca.)
  - Ara atwoodi - ara gialloverde di Dominica (1800 ca.)
  - Ara erythrocephala - ara gialloverde della Giamaica (1842 ca.)
  - Ara gossei - ara rossa della Giamaica (1765 ca.)
  - Ara guadeloupensis - ara delle Piccole Antille (1760 ca.)
  - Ara tricolor - ara di Cuba (1864 ca.)
  - Aratinga labati - parrocchetto di Guadalupa (1722 ca.)
  - Conuropsis carolinensis - parrocchetto della Carolina (1914 ca.)
  - Cyanoramphus ulietanus - parrocchetto di Raiatea (1773 ca.)
  - Cyanoramphus zealandicus - parrocchetto frontenera (1850 ca.)
  - Lophopsittacus bensoni - pappagallo grigio di Mauritius (1764 ca.)
  - Lophopsittacus mauritianus - pappagallo beccolargo (1650 ca.)
  - Mascarinus mascarinus - pappagallo delle Mascarene (1840 ca.)
  - Necropsittacus rodericanus - pappagallo di Rodrigues (1763 ca.)
  - Nestor productus - kaka di Norfolk (1851 ca.)
  - Psephotus pulcherrimus - parrocchetto del paradiso (1927 ca.)
  - Psittacula exsul - parrocchetto di Newton (1880 ca.)
  - Psittacula wardi - parrocchetto delle Seychelles (1881 ca.)

## Cuculiformes
- Cuculidae
  - Coua delalandei - cua chioccioliere (1920 ca.)
  - Nannococcyx psix - cuculo di Sant'Elena (1700 ca.)

## Strigiformes
- Strigidae
  - Mascarenotus grucheti - gufo di Réunion (1600 ca.)
  - Mascarenotus murivorus - gufo di Rodrigues (1850 ca.)
  - Mascarenotus sauzieri - gufo di Mauritius (1700 ca.)
  - Sceloglaux albifacies - gufastore sghignazzante (1900 ca.)

## Apodiformes
- Trochilidae
  - Chlorostilbon bracei - smeraldo di Brace (1877 ca.)
  - Chlorostilbon elegans - smeraldo di Gould (1860 ca.)

## Coraciiformes
- Upupidae
  - Upupa antaios upupa di Sant'Elena (1502 ca.)

## Passeriformes
- Acanthisittidae
  - Xenicus lyalli - scricciolo di Stephens Island (1894 ca.)
  - Xenicus longipes - scricciolo del bush (1965 ca.)
- Turdidae
  - Myadestes myadestinus - kamao (1989 ca.)
  - Myadestes woahensis - amaui (1850 ca.)
  - Turdus ravidus - tordo di Grand Cayman (1940 ca.)
  - Zoothera terrestris - tordo delle Bonin (1828 ca.)
- Oriolidae
  - Turnagra capensis - piopio dell'Isola del Sud (1963 ca.)
  - Turnagra tanagra - piopio dell'Isola del Nord (1955 ca.)

- Sylviidae
  - Bowdleria rufescens - felciarolo delle Chatham (1895 ca.)
  - Nesillas aldabrana - nesilla di Aldabra (1986 ca.)
- Monarchidae
  - Myiagra freycineti - pigliamosche di Guam (1983 ca.)
  - Pomarea fluxa - monarca di Eiao (1977 ca.)
  - Pomarea mira - monarca di Ua Pou (1985 ca.)
  - Pomarea nukuhivae - monarca di Nuku Hiva (1930 ca.)
  - Pomarea pomarea - monarca di Maupiti (1823 ca.)
- Acanthizidae
  - Gerygone insularis - gerigone di Lord Howe (1920 ca.)
- Zosteropidae
  - Zosterops strenuus - occhialino robusto (1923 ca.)
- Meliphagidae
  - Anthornis melanocephala - campanaro delle Chatham (1906 ca.)
- Mohoidae
  - Chaetoptila angustipluma - kioea (1850 ca.)
  - Moho apicalis - oo di Oahu (1837 ca.)
  - Moho bishopi - oo di Bishop (1904 ca.)
  - Moho braccatus - oo di Kauai (1987 ca.)
  - Moho nobilis - oo di Hawaii (1934 ca.)
- Callaeatidae
  - Heteralocha acutirostris - huia (1907 ca.)
- Sturnidae
  - Aplonis corvina - storno di Kosrae (1827 ca.)
  - Aplonis fusca - storno di Norfolk (1925 ca.)
  - Aplonis mavornata - storno misterioso (1870 ca.)
  - Fregilupus varius - storno di Réunion (1837 ca.)
  - Necropsar rodericanus - storno di Rodrigues (1726 ca.)
- Fringillidae
  - Chaunoproctus ferreorostris - beccogrosso delle Bonin (1828 ca.)
  - Chloridops kona - beccogrosso di Kona (1894 ca.)
  - Ciridops anna - ula-ai-hawane (1892 ca.)
  - Drepanis funerea - mamo nero (1907 ca.)
  - Drepanis pacifica - mamo di Hawaii (1898 ca.)
  - Dysmorodrepanis munroi - uncibecco di Lanai (1918 ca.)
  - Hemignathus ellisianus - akialoa maggiore (1840 ca.)
  - Hemignathus obscurus - akialoa minore (1940 ca.)
  - Hemignathus sagittirostris - amakihi maggiore (1900 ca.)
  - Paroreomyza flammea - kakawahie (1970 ca.)
  - Rhodacanthis flaviceps - fringuello della koa minore (1891 ca.)
  - Rhodacanthis palmeri - fringuello della koa maggiore (1896 ca.)
- Icteridae
  - Quiscalus palustris - gracula beccosottile (1910 ca.)